# Cryptophycita
Cryptophycita är ett släkte av fjärilar. Cryptophycita ingår i familjen mott.
Kladogram enligt Catalogue of Life:
| Cryptophycita | \| \| Cryptophycita deflandrella \| \| \| \| \| \| Cryptophycita excelsa \| \| \| \| |
|               | \| \| Cryptophycita deflandrella \| \| \| \| \| \| Cryptophycita excelsa \| \| \| \| |
|               | Cryptophycita deflandrella                                                           |
|               |                                                                                      |
|               | Cryptophycita excelsa                                                                |
|               |                                                                                      |